# Live in Minneapolis
Live in Minneapolis è una registrazione dal vivo del concerto al Quest Club di Minneapolis del gruppo ska punk statunitense Less Than Jake. È stato registrato durante il tour dell'autunno del 2003 in supporto del loro disco Anthem. Questo album è disponibile solo in download dalla pagina dei Less Than Jake sul sito della Purevolume, diviso in 11 parti, piuttosto che talvolta in singole tracce. Parti del concerto sono incluse nel DVD dei Less Than Jake DVD, The People's History of Less Than Jake, oltre che nell'edizione speciale di In with the Out Crowd.

## Tracce
1. Part 1  – 6:26
  - Welcome to the New South
  - The Ghosts of Me and You
2. Part 2  – 6:03
  - Sugar in Your Gas Tank
  - Scott Farcas Takes it On the Chin
3. Part 3  – 7:36
  - Motto
  - Sobriety is a Serious Business and Business isn't So Good
  - Dopeman
4. Part 4  – 8:16
  - Big Crash
  - Anchor
  - All My Best Friends Are Metal Heads
5. Part 5  – 7:21
  - Escape From the A-bomb House
  - Look What Happened
6. Part 6  – 7:11
  - The Science of Selling Yourself Short
  - How's My Driving Doug Hastings?
7. Part 7  – 7:36
  - Shindo
  - Laverne and Shirley
  - Just Like Frank
8. Part 8  – 5:49
  - A.S.A.O.K.
9. Part 9  – 5:56
  - Plastic Cup Politics
  - Johnny Quest Thinks We're Sellouts
10. Part 10  – 5:00
  - Gainesville Rock City
11. Part 11  – 6:16
  - The Brightest Bulb Has Burned Out/Screws Fall Out